# Hufeisenplan
Hufeisenplan, Operationsplan Hufeisen (im angeblichen Original: Potkova-Plan) war die Bezeichnung eines angeblichen militärstrategischen Plans zur systematischen Vertreibung der Kosovo-Albaner aus dem Kosovo, der der jugoslawischen Regierung zugeschrieben wurde. Er diente als zusätzliche nachträgliche Begründung der NATO-Militärintervention im Kosovo-Konflikt. Seine tatsächliche Existenz konnte bislang nicht bewiesen werden.

## Überblick

### Zugängliche Information zum Inhalt des angeblichen Plans
Der genaue Inhalt des Plans, dessen Zusammenfassung im Besitz deutscher und anderer Militär- und Sicherheitsbehörden gewesen sein soll, kam nie an die Öffentlichkeit. Die einzige öffentlich zugängliche Information lautete in etwa, dass die jugoslawische Armee ihre Hauptstellungen in Form eines Hufeisens formiert habe, dessen offenes Ende ungefähr an der Grenze zwischen Kosovo und dem angrenzenden Albanien läge. Daraus wurde – unter anderem vom deutschen Verteidigungsminister Rudolf Scharping – die Folgerung gezogen, dass die Serben die albanische Bevölkerung durch „Zusammenziehen“ des Hufeisens Richtung Albanien vertreiben wollten, was durch Geheimdienstinformationen belegt sei. Entsprechende Beweise für diese Absicht wurden nie präsentiert.

### Nachträgliche zusätzliche Legitimation der Angriffe
Der Plan wurde nach Beginn der NATO-Angriffe auf Jugoslawien im Frühjahr 1999, unter anderem von den damaligen deutschen Ministern Joschka Fischer und Rudolf Scharping, zur Begründung der NATO-Militärintervention im Kosovokrieg gegen die damalige Bundesrepublik Jugoslawien angeführt. Die Militärintervention war ursprünglich mit der Ablehnung des Vertrags von Rambouillet begründet worden. Da der Krieg ohne UN-Mandat geführt wurde, sahen viele Befürworter der ihrer Auffassung nach humanitären Intervention den Hufeisenplan als Beleg für bereits vor dem NATO-Angriff bestehende Pläne der jugoslawischen Führung zur Vertreibung der Kosovo-Albaner aus dem Kosovo. Der Plan diente so nachträglich einer zusätzlichen Legitimation des Angriffs auf Jugoslawien.

### Kontroverse um den bulgarischen Ursprung des Plans
Am 10. Januar 2000 berichtete Der Spiegel, der Hufeisenplan sei dem Bundesverteidigungsministerium vom bulgarischen Außenministerium zugespielt worden und stamme vom bulgarischen Geheimdienst. Die damalige Außenministerin Bulgariens Nadeschda Michajlowa stritt dies im selben Jahr ab, bestätigte es dann aber im Jahr 2012, inzwischen als Mitglied des Europäischen Parlaments.

### Ablehnung des Dokuments in Den Haag
Das Haager Kriegsverbrechertribunal (ICTY) wertete die von Scharping der Chefanklägerin Louise Arbour überreichten Unterlagen als von geringer Aussage- und Beweiskraft, und die Anklagebehörde übernahm den angeblichen Hufeisenplan nicht in ihre Anklageschriften im Milošević-Prozess.

## Inhalt und öffentliche Präsentation des Plans

### Meldung über lang geplante ethnische Säuberungen (Bill Clinton und NATO) am 29. März 1999
Am 29. März 1999, also fünf Tage nach Beginn der NATO-Luftangriffe, ließ der damalige US-amerikanische Präsident Bill Clinton verkünden, dass Slobodan Milošević „ethnische Säuberungen“ seit langem geplant habe und diesen Plan auch ohne Eingreifen der NATO ausgeführt hätte. Von diesem Tag an wurde diese Ansicht auch von der NATO gegenüber der Presse vertreten, ohne jedoch näher erläutert zu werden.

### Scharping zum Operationsplan der Vertreibung am 8. April 1999
Nach Ansicht von Heinz Loquai, Brigadegeneral a. D. und ehemaliger militärischer Berater bei der deutschen OSZE-Vertretung in Wien, wurde diese Anschuldigung gegen die BRJ dann aber erst durch den deutschen Verteidigungsminister Rudolf Scharping über das Niveau gehoben, das noch als „allgemeine Behauptungen“ der „üblichen Kriegspropaganda“ eingestuft hätte werden können. Denn Scharping versicherte der Presse am 8. April 1999, er verfüge über einen Operationsplan der serbisch-jugoslawischen Führung zur Vertreibung der kosovo-albanischen Bevölkerung aus dem Kosovo.
Nach Scharpings „Tagebuch“ lagen am 31. März 1999 Hinweise für Beweise für einen „seit langem feststehenden Operationsplan“ für das „jugoslawische Vorgehen im Kosovo“ vor, die sich am 2. April „verdichtet“ hatten, bis der Außenminister Joschka Fischer am 5. April dem Verteidigungsminister ein „Papier, das die Vorbereitungen und die Durchführung der 'Operation Hufeisen' der jugoslawischen Armee belegt“, überreicht hat, dessen Auswertung Scharping am 7. April als „Beweis“ dafür vorlag, „daß schon im Dezember 1998 eine systematische Säuberung und die Vertreibung der Kosovo-Albaner geplant worden war, mit allen Einzelheiten und unter Nennung aller dafür einzusetzenden jugoslawischen Einheiten […]“.

### Spezifizierung durch Scharping und Äußerungen Wesley Clarks (BBC-Sendung) am 19. April 1999
Am 19. April 1999 spezifizierte Rudolf Scharping in einer Sondersendung der BBC seine Angaben zum „Hufeisenplan“: Der Operationsplan habe das klare Ziel, den gesamten Kosovo ethnisch zu „säubern“ und die gesamte Zivilbevölkerung zu deportieren. Er sei in Belgrad von dem Militärstab, von Milošević und seinem Regime geplant worden. Ende November und Anfang Dezember 1998 sei der Plan organisiert und seit Januar 1999 implementiert worden. Die „Operation Hufeisen“ habe während der Verhandlungen in Frankreich begonnen und sei nach den Verhandlungen und nach dem Abzug der OSZE aus dem Kosovo intensiviert worden, so Scharping.
In derselben Sendung erklärte der NATO-Oberbefehlshaber, General Wesley Clark, unter anderem, er habe niemals irgendwelche Einzelheiten des Plans zu Gesicht bekommen, man habe diese Informationen nicht mit ihm geteilt. Im nichtautorisierten BBC-Transkript führt Clark weiter aus, man habe die Anweisungen der politischen Führung befolgt. Das militärische Eingreifen sei zunächst nicht dazu bestimmt gewesen, als Mittel zur Blockade der ethnischen Säuberung der Serben zu dienen. Offizielles Ziel der NATO-Operation Allied Force vom 12. April 1999 sei vielmehr gewesen, die jugoslawische Regierung zu zwingen, die Regelungen des Vertrags von Rambouillet zu akzeptieren sowie Gewalt und Unterdrückung sofort zu beenden und ihre Streitkräfte aus dem Kosovo zurückzuziehen.

### Widersprüche zwischen „Übersicht zum Hufeisenplan“ und Scharpings „Operationsplan“
Eine von den Nachrichtenexperten des Verteidigungsministeriums aus dem April 1999 existierende „Übersicht“ des „Hufeisenplans“ weist eine Reihe tiefgreifender Widersprüche zu dem von Scharping erläuterten „Operationsplan“ auf, zum Beispiel: Während Scharping in seinem „Tagebuch“ der geltenden militärischen Terminologie nach von einer Kenntnis aller jugoslawischen Einheiten bis auf die Ebene der Kompanien berichtet, heißt es zu der „Übersicht“-Version der Nachrichtenexperten, der Plan sei „in seinen Details nicht bekannt“. Entgegen der von Scharping erklärten Zielsetzung der ethnischen „Säuberung“ wird zu der „Übersicht“ als Hauptziel die „Zerschlagung bzw. Neutralisierung der UÇK im Kosovo“ erachtet. Während Scharping schon für Februar 1999 von erheblichen jugoslawischen Verstärkungen im Kosovo sprach, werden in der „Übersicht“ erst für März 1999 „einige Verstärkungen der Landstreitkräfte“ im Kosovo erwähnt.

### Schriftliche Erklärung des Verteidigungsministeriums mit Bilddokumenten vom 11. Mai 1999
Am 11. Mai 1999 versendete der deutsche Verteidigungsminister an die Abgeordneten des Bundestages eine schriftliche Information, die besagte, es sei seit April bekannt, dass „die Vertreibungen und gewaltsamen Übergriffe keineswegs unmittelbare Reaktionen auf die Luftangriffe der Allianz, sondern von vorneherein Teil der so genannten Operation 'Hufeisen' “ seien, die bereits Ende des Jahres 1998 entwickelt und seit Beginn des Jahres 1999 ausgeführt wurde. Übertitelt als „Die jugoslawische Führung geht planmäßig vor und setzt ihr Vorhaben schrittweise um“ zeigte diese Schrift drei offenbar als Beleg gedachte Abbildungen, deren erste sich auf den blutigen Vorfall beim UÇK-Stützpunkt Rogovo bezog, während die beiden anderen Bilder Luftaufnahmen brennender Häuser zeigten, die nach den auf den Bildern befindlichen Datum-Zeit-Gruppen am 10. und 13. April 1999, also etwa drei Wochen nach Beginn der NATO-Luftangriffe, von deutschen Drohnen aufgenommen wurden.

## Zweifel
Die Existenz des Planes wurde schon früh angezweifelt. Ob die Bundesregierung, die sich öffentlich auf ihn berief, von seinem fraglichen Wert wusste, ist bis heute umstritten. Nach internen Berichten des Verteidigungsministeriums gelangten die Informationen über den Führungsstab der Streitkräfte, Abteilung II 3, in einer direkten Unterrichtung an Minister Scharping.

### Glaubwürdigkeitsverlust der Regierung ab Anfang April 1999
Anfang April hatte die Glaubwürdigkeit der Regierung bereits durch „peinliche Fehlinformationen über angebliche Greuel der Serben, die Scharping angeprangert hatte“, Schaden genommen. Weder die Existenz von Konzentrationslagern, noch die von Massenexekutionen durch die Serben hatten sich bewahrheitet. „Auch mehrere als ermordet gemeldete kosovoalbanische Intellektuelle“, so drückte es Der Spiegel aus, „tauchten plötzlich wieder auf“.

### Differenzen bei der ursprünglichen landessprachlichen Bezeichnung des Plans
Der Generalinspekteur der Bundeswehr, Hans-Peter von Kirchbach, behauptete am 8. April 1999, dass dieser Plan Potkova, serbisch für „Hufeisen“, heiße. Der PDS-Abgeordnete Gregor Gysi behauptete am 15. April im Deutschen Bundestag, die Überschrift zu dem Plan sei in Kroatisch und nicht in Serbisch verfasst. Tatsächlich wird der Begriff „Hufeisen“ in mehreren südslawischen Standardsprachen, die miteinander durch ein Dialektkontinuum verbunden sind, durch einander sehr ähnliche Wörter ausgedrückt, so z. B. „potkova“ im Kroatischen, „podkova“ im Bulgarischen, während im Serbischen üblicherweise die Diminutivform „potkovica“ verwendet wird.

### Andere Hinweise auf Vorplanungen
Zumindest nach Beginn der NATO-Luftangriffe hat es Vertreibungen durch serbische Truppen und Paramilitärs gegeben, allerdings auch Vertreibungen von Serben durch die albanische UÇK. Die Independent International Commission On Kosovo (dt. etwa: „unabhängige internationale Kommission zum Kosovo“) geht aufgrund dieser Vertreibungen auch ohne den Nachweis für das tatsächliche Vorliegen des Hufeisenplans von einer langfristig, systematisch und vorsätzlich geplanten Vertreibung von Kosovo-Albanern durch das serbische Militär aus, da nach ihrer Einschätzung ein so umfangreicher Ablauf nicht ohne Planung und Vorbereitung durchgeführt werden kann. Der umfangreiche OSZE-Bericht zu Menschenrechtsverletzungen im Kosovo legt ebenfalls nahe, dass es Hinweise für Vorplanungen der Abläufe („pre-planning of the operations“) gab und begründet dies damit, dass schon sehr bald nach dem Abzug der OSZE-KVM, zwischen dem 24. März und dem Morgen des 2. April, insgesamt 177.500 Kosovo-Albaner in Albanien, Mazedonien, Bosnien-Herzegowina und Montenegro angekommen sind, dass weitere 130.000 allein am nächsten Tag in Albanien und Mazedonien ankamen und dass die Routen, die die „internally displaced persons“ und die Flüchtlinge nahmen, nach diesem ersten Ausstrom von den Serben reguliert wurden.

### Vertreibungspläne gerichtlich nicht verwertbar
Trotz der Behauptungen Scharpings und des deutschen Verteidigungsministeriums sowie Fischers und des deutschen Außenministeriums, wonach schon 1998 und im Januar 1999 mit der Realisierung des Planes begonnen worden sei, hat das Auswärtige Amt mehrmals den Gerichten in asyl- und ausländerrechtlichen Fragen Auskünfte bzw. Lageberichte übermittelt, wonach eine Gruppenverfolgung ethnischer Albaner aus dem Kosovo als nicht gegeben festgestellt wurde.

„Für ein geheimes Programm oder einen auf serbischer
Seite vorhandenen stillschweigenden Konsens, das
albanische Volk zu vernichten, zu vertreiben oder sonst
in der vorstehend beschriebenen extremen Weise zu
verfolgen, liegen keine hinreichend sicheren
Anhaltspunkte vor.“

### Zurückziehung des Lageberichts vom 18. November 1998
Am 37. Tag der Bombardierung Jugoslawiens durch die NATO zog das Auswärtige Amt seinen Kosovo-Lagebericht vom 18. November 1998 zurück.

### „Unstrukturiertes Quellenmaterial“ unterschiedlicher Herkunft als mögliche Grundlage
Der ehemalige Außenminister Österreichs, Wolfgang Schüssel, erklärte im April 1999, er habe Informationen des österreichischen Heeres-Nachrichtenamtes (HNaA) „an die Außenminister der EU-Staaten“ weitergegeben. Der ehemalige österreichische Verteidigungsminister Werner Fasslabend antwortet auf eine Anfrage der Grünen, die Skizzen der Bundeswehr im Internet „stellen nicht Planungen der Operation 'Potkova' dar, sondern eine grafische Aufarbeitung der von Januar bis April 1999 aus offenen Quellen erkennbaren Ereignisse“. Laut Angabe eines österreichischen Geheimdienstmitarbeiters handelte es sich bei den Joschka Fischer überlassenen Papieren um „unstrukturiertes, analytisches Material eines Wissenschaftlers des bulgarischen Geheimdienstes“, das die Ereignisse im Januar und Februar 1999 wiedergebe. Zudem seien Daten des vom HNA in seiner Abhörstation Königswarte bei Hainburg abgehörten militärischen Funkverkehrs in Jugoslawien in diese Erkenntnisse „nach Bonn gegangen.“

### Angebliche Quelle aus dem Bulgarischen Geheimdienst
Der Spiegel meldete kurze Zeit darauf (Januar 2000), der Hufeisenplan sei den Deutschen vom bulgarischen Außenministerium in Sofia zugespielt worden und stamme vom Geheimdienst Bulgariens, das sich um Aufnahme in die NATO bemühe. Die Quelle bleibe dubios, die Authentizität ungewiss. Aufgrund der zweifelhaften Authentizität wurde der Hufeisenplan nicht als Dokument zur Anklage vor dem Haager Tribunal (ICTY) verwendet. Die bulgarische Außenministerin Nadeschda Nejnski (ehemals: Nadeschda Michailowa) dementierte allerdings Ende März oder Anfang April 2000 in heftiger Weise, den Hufeisenplan im Frühjahr 1999 an den deutschen Außenminister Fischer übergeben zu haben. Scharping wies zu diesem Zeitpunkt jegliche Zweifel an der Existenz des so genannten Hufeisenplans weiter zurück.

### Nachrichtenexperten: keine systematische Vertreibung vor Angriff
Im März 2000 wurde laut der Recherchen durch Franz-Josef Hutsch von einer ungenannten hochrangigen Quelle aus dem Verteidigungsministerium berichtet, es hätte zwar eine „Analyse gewisser Nachrichtendienste“ vorgelegen, jedoch nie etwas „aus erster Hand“. Entgegen der Behauptungen von Scharping, die systematische Vertreibung im Rahmen des Hufeisenplans sei „von Milosevic und seinem Regime vorbereitet, seit November 1998 organisiert und während der Verhandlungen von Rambouillet begonnen“ und die jugoslawischen Kräfte seien „erheblich verstärkt“ worden, konstatierten die Nachrichtenexperten des Referats FüS II 3 noch unmittelbar vor Beginn der NATO-Luftangriffe: „Es gibt keine Anzeichen für den Beginn einer Großoffensive gegen die UCK.“ und „Zu einer groß angelegten Offensive gegen die UCK im gesamten Kosovo sind Armee und Polizei auch noch nicht fähig“. Es gebe örtlich und zeitlich begrenzte Operationen, die auch in den nächsten Tagen anhalten würden, um die Offensive Kosovo-weit zu führen, bedürfe es aber einer umfangreichen Verstärkung durch Infanteriekräfte. Dagegen sagten Scharpings Fachleute voraus, dass die UÇK versuchen werde, durch ihre bisher „angewandte Hit-and-Run-Taktik Polizei und Militär zu massiven Reaktionen zu provozieren“, um so durch das Ausmaß an Zerstörungen und Flüchtlingen die NATO zur Intervention zu veranlassen.
Die jugoslawische Armee hatte bis zu den NATO-Luftangriffen nur in sehr begrenztem Umfang verstärkendes Personal und Material in den Kosovo gebracht. Eine systematische Vertreibung der Zivilbevölkerung hatte es zu diesem Zeitpunkt noch nicht gegeben, so beurteilte Heinz Loquai die militärische Lage auf Grundlage der Einsicht verschiedener Berichte des Militärischen Nachrichtenwesens, die auf OSZE-Berichten, Informationen der Luftüberwachung und Erkenntnissen aus dem weiteren Bereich des Nachrichtenwesens beruhten.

### Lageanalysen des AA und des BMVg verneinten Bevorstehen einer humanitären Katastrophe
In einem am 18. Mai 2000 ausgestrahlten Panorama-Bericht wurde Scharpings Medienarbeit und sein später veröffentlichtes Kriegs-Tagebuch als Kriegspropaganda dargestellt. Sein „immer wieder beschworenes Kriegsargument für die pazifistische Basis“ in Deutschland sei die „Abwendung einer humanitären Katastrophe“ im Kosovo gewesen.

„Die militärischen Aktivitäten der NATO dienen einem politischen Ziel, nämlich die Abwendung einer humanitären Katastrophe beziehungsweise die Verhinderung ihres weiteren Anwachsens.“

Die sogenannte „humanitäre Katastrophe“, also der angegebene Grund für die deutsche Beteiligung am NATO-Krieg gegen Jugoslawien, finde sich jedoch nicht in den relevanten internen Berichten der deutschen Regierung, weder in dem Lagebericht des Auswärtigen Amtes vom 19. März, also fünf Tage vor Kriegsbeginn, noch in der Lageanalyse des Bundesverteidigungsministeriums vom 23. März, also unmittelbar einen Tag vor Kriegsbeginn. Beide Lageanalysen seien dagegen davon ausgegangen, dass keine „humanitäre Katastrophe“ unmittelbar bevorstehe.

### „Rechtfertigungsstrategie“ Scharpings nach Darstellung des Panoramaberichts vom 18. Mai 2000
Als es daraufhin dann mit den dennoch gestarteten Luftangriffen auf Jugoslawien durch die NATO erst tatsächlich zu einer Katastrophe mit riesigen Flüchtlingsströmen, Folter und Mord gekommen sei, ohne dass aber die jugoslawische Führung bezwungen wurde, sei die öffentliche Kritik an dem Krieg in Deutschland gestiegen. In dieser Situation habe Scharping den Hufeisenplan als Rechtfertigung für die Kriegsführung angeführt.

### Heinz Loquais Studie: Scharpings Darstellung nicht wahrheitsgemäß
In dem Panorama-Bericht meldete sich jedoch erstmals in einem Fernsehinterview Heinz Loquai zu Wort, der zu dem Thema unter Berücksichtigung von Berichten des Verteidigungsministeriums und der OSZE eine Studie angefertigt hatte und nach seinen Recherchen und einem Gespräch im Verteidigungsministerium über den Hufeisenplan zu dem Ergebnis gekommen war, dass dem Verteidigungsministerium nach dessen eigener Angabe kein solcher Plan vorgelegen habe, sondern lediglich „eine Beschreibung der Operationen der serbischen Polizei und des serbischen Militärs in einem Bürgerkrieg“. Auch die von Scharping vorgestellten Grafiken zu dem Hufeisenplan seien laut Auskunft des Verteidigungsministeriums im deutschen Verteidigungsministerium selbst entstanden. Loquai widersprach der Stichhaltigkeit der Aussagen Scharpings in Bezug auf den Hufeisenplan:

„Ich kann nur sagen, dass der Verteidigungsminister bei dem, was er über den Hufeisenplan sagt, nicht die Wahrheit sagt.“

Nach Loquai waren zu Kriegsbeginn wichtige Berichte zurückgehalten worden und dadurch selbst das bundesdeutsche Parlament nicht hinreichend über die tatsächliche Lage im Kosovo informiert gewesen.

„Ich hatte gebeten, für meine Studie die Berichte der Botschaft in Belgrad verwenden zu können, sie zitieren zu dürfen. Dieser Bitte wurde nicht entsprochen, weil, wie man sagte, diese Berichte politisch zur Zeit zu sensitiv sind. Wenn man die Berichte der Experten zum Beispiel dem Bundestag präsentiert hätte, hätte der Bundestag ein anderes Bild gehabt, als er es tatsächlich hatte zur Zeit des Kriegsbeginns. Und ich weiß nicht, ob dann die Abstimmungen so eindeutig verlaufen wären.“

Scharping bekräftigte dagegen weiterhin die Existenz des Hufeisenplans:

„Ich habe gesagt, es gibt diesen Plan, und es gibt eine Fülle von Kenntnissen darüber, dass dieser Plan existiert. Und diese Kenntnisse sind alle durch die Realität bewiesen.“

### Forderungen nach Aufklärung
Nach der Veröffentlichung von Loquais Buch Der Kosovo-Konflikt im Jahr 2000 forderte der frühere Verteidigungs-Staatssekretär Willy Wimmer (CDU) Aufklärung von der Bundesregierung und verlangte, dass „[…] Verteidigungsminister Scharping dem Parlament Rede und Antwort stehen muss. Er muss sich vor Augen führen, dass dieser Plan Luftangriffe legitimiert und den Einsatz deutscher Soldaten vorbereitet hat. Dafür sind Menschen gestorben.“ Auch der Hamburger Friedensforscher Dieter S. Lutz bezweifelte, dass der Verteidigungsminister je in Besitz des Planes gewesen sei und forderte Scharping auf, den Hufeisenplan mit allen Details und mit Unterschrift zu veröffentlichen. „Das ist er der Öffentlichkeit und den Opfern des Krieges schuldig“, sagte Lutz, „Um der Demokratie willen ist eine Veröffentlichung zwingend.“
Sabine Leutheusser-Schnarrenberger (FDP) bat Scharping und Fischer um Aufklärung darüber, wie sie sich „zu den Vorwürfen stellen, dass der zur Rechtfertigung des NATO-Bombardements herangezogene Hufeisenplan möglicherweise gar nicht existierte“ und ob das sogenannte „Massaker von Račak“, das zur moralischen Legitimation des militärischen Eingreifens herangezogen worden sei, in der von der Bundesregierung behaupteten Form stattgefunden habe.

### Bestätigung Scharpings, der Hufeisenplan sei eine Zusammenfassung und die Bezeichnung nicht originär
Im April 2000 bestätigte Scharping die Recherchen von Heinz Loquai und von Franz-Josef Hutsch, nach denen es sich bei dem Hufeisenplan um die Zusammenfassung von Geheimdiensterkenntnissen aus zweiter und dritter Hand handelt, nicht aber um die Kopie oder das Original eines serbisch-jugoslawischen Planes. Als möglicher Erschaffer der Bezeichnung „Hufeisenplan“ war zu dieser Zeit Oberst Karl Gunter von Kajdacsy, Referatsleiter des Führungsstabes der Streitkräfte, genannt worden.

### Dokumentation „Es begann mit einer Lüge“ 2001: Plan als freie Erfindung zur Rechtfertigung militärischer Einsätze
Die erstmals 2001 gesendete WDR-Dokumentation „Es begann mit einer Lüge“ geht davon aus, dass die gesamte Geschichte frei erfunden wurde und nur der Rechtfertigung der militärischen Einsätze diente. Dieser Bericht wurde wiederum von dem seinerseits der einseitigen Berichterstattung bezichtigten Matthias Rüb (FAZ) und von Claus Christian Malzahn (Der Spiegel) massiv wegen selektiver Wiedergabe von Zeugenaussagen und „unsauberer“ Recherchemethoden kritisiert. Dieser Kritik schlossen sich Rupert Neudeck und Norbert Blüm (CDU) an, die beide den WDR-Film durch eigene Recherche überprüft haben wollen. Der WDR-Redakteur Mathias Werth, Mitautor der Dokumentation, erwiderte in einem Interview der Stattzeitung für Südbaden auf die Kritik vieler Medien: „Sie sahen die Arbeit ihrer Korrespondenten vor Ort durch diesen Film diskreditiert. Dafür habe ich Verständnis, denn in dem Film mag mancher eine Kritik daran erkennen, wie über diesen Krieg berichtet worden ist.[…] Die Frage ist, was bleibt am Ende an sachlichen Vorwürfen gegen den Film stehen. Und da ist bis heute kein einziger Vorwurf stehen geblieben.“ Der WDR blieb bei seiner Darstellung.

### Bulgarische Dokumentation 2012: Nadeschda Nejnski als Überbringerin des Plans an Fischer
Im Januar 2012 erschien eine bulgarische TV-Dokumentation des privaten Senders BTV, die ankündigte, den Hufeisenplan und die Rolle Bulgariens bei „einer der größten geheimdienstlichen Manipulationen Europas“ zu untersuchen. Die Dokumentation zeigt Interviews mit dem im Ruhestand befindlichen Iwan Penkow, der von 1999 bis 2002 stellvertretender Direktor des militärischen Nachrichtendienstes und 1999 Chef „geheimer Missionen“ des militärischen Geheimdienstes gewesen war, sowie mit Nadeschda Nejnski, die von 1997 bis 2001 unter dem Nachnamen ihres ersten Ehemannes „Michailowa“ Außenministerin Bulgariens gewesen war. Die inzwischen Mitglied des Europäischen Parlaments gewordene Nejnski bestätigte in dem Interview, dass sie dem deutschen Minister Fischer einen Bericht über den Hufeisenplan zur Verfügung gestellt habe. Dieser Plan sei von den serbischen Spezialkräften und ihrem Führer Milošević vorbereitet worden und habe als erstes Ziel die Zerschlagung der UÇK und als zweites Ziel die „Säuberung“ des Kosovo durch Deportation und Vertreibung einer hohen Anzahl von Kosovo-Albanern gehabt. Der Plan sei Ende Februar 1999 – so Nejnski – „gestartet“ worden, noch vor Beginn der NATO-Luftangriffe. Man müsse kein Politiker oder Spion sein, um zu wissen, dass es einen Grund geben müsse, wenn sich 400.000 Menschen entschließen, den Kosovo zu verlassen. Die Verantwortung über die Entscheidung, ob die Information des Hufeisenplans als relevant, korrekt und schlüssig zu beurteilen sei, habe aber nicht sie zu tragen, sondern diejenigen, die sich dazu entschieden haben, sie zu verwenden. Die Entscheidung Bulgariens, keine Flüchtlinge aus dem Kosovo aufzunehmen, sei indes entscheidend für die Stabilität Bulgariens gewesen.
Penkow betont in den Interviews, die Existenz des Hufeisenplans habe sich weiterhin nie bestätigt, er glaube aber, dass die jugoslawische Führung eine klare Vorstellung davon gehabt habe, die Albaner aus dem Kosovo zu vertreiben oder ihre Anzahl zu reduzieren.

## Zitate
„Am Ende dieses an Schrecken reichen Jahrhunderts versucht noch einmal ein wahnwitziger, machtbesessener Diktator, eine ganze Volksgruppe zu vertreiben oder auszulöschen und seinem rassistischen Ziel eines ‚ethnisch reinen‘ Serbiens näherzukommen. Diese Beschreibung der Lage wird von allen Mitgliedern meiner Fraktion geteilt. […] Seit 1989 verfolgt Milosevic seine chauvinistische Idee eines ‚ethnisch reinen‘ Großserbiens. Er hat dafür bisher Kriege gegen Slowenien, Kroatien und Bosnien-Herzegowina geführt. […] Seit Frühjahr 1998 führt Milosevic in großem Stil Vertreibungsaktionen und Dorfzerstörungen im Kosovo durch. Nach und während des Holbrooke-Milosevic-Abkommens ist der Vertreibungsplan ‚Hufeisen‘ entworfen und in die Tat umgesetzt worden, während Milosevic seine Leute am Verhandlungstisch sitzen ließ. Dieser Plan sieht die Entvölkerung des Kosovo von Albanern vor. Dies darf nicht zugelassen werden. Die NATO-Luftangriffe setzten ein, als alle Versuche der friedlichen Konfliktbeilegung an der fortdauernden Gewaltpolitik der serbischen Führung gescheitert waren.“

„Ich sage das als jemand, der sich weiß Gott […] schwer damit getan hat, diese Pest der europäischen Vergangenheit, einen großserbischen Nationalismus wie den, den wir mit dem großdeutschen Nationalismus auch hatten, diese Form, die darauf setzt, daß das eigene Volk das wichtigste ist und deswegen andere Völker vertrieben, unterdrückt und massakriert werden dürfen, zu akzeptieren. Das hatten wir auch. Ich hatte wirklich Schwierigkeiten damit, zu akzeptieren, daß dies wieder da ist, daß dies eine rohe Form von Faschismus ist. Das Europa der Demokratie kann diese rohe Form des Faschismus nicht akzeptieren. Ich frage Sie: Wo sind die mehreren tausend Männer aus Srebrenica? In welchem Massengrab liegen sie? Wer trägt dafür die Verantwortung? Sie mögen den Plan nennen, wie Sie wollen. Entscheidend ist doch die Frage, daß es bereits im letzten Jahr angefangen hat. Lesen Sie doch die Biographien der heute nach Deutschland gekommenen Familien, ihre Vertreibungsgeschichten. Lesen Sie sie doch! Dann werden Sie feststellen: Es ging im letzten Jahr los, bei manchen sogar im Frühjahr letzten Jahres. Wir hatten 300 000 Binnenvertriebene, das heißt, die Sache war bereits in vollem Gange. Seselj, der stellvertretende Ministerpräsident in der Regierung, will und wollte das albanerfreie Kosovo. Das wurde dann umgesetzt. Es kam dann zur Bombendrohung der NATO, der wir alle nur schweren Herzens zugestimmt haben. Es kam zu einem Stillstand. Es gelang, die humanitäre Katastrophe zu unterbrechen – leider nur zu unterbrechen.“

“The pattern of the logistical arrangements made for deportations and the coordination of actions by the Yugoslav army, paramilitary groups and the police shows that this huge expulsion of Kosovo-Albanians was systematic and deliberately organized. The NATO air campaign did not provoke the attacks on the civilian Kosovar population but the bombing created an environment that made such an operation feasible.”

„Das Muster der logistischen Vorkehrungen für Deportationen und die Koordination der Handlungen von jugoslawischer Armee, paramilitärischen Gruppen und Polizei zeigen, dass diese gewaltige Vertreibung von Kosovo-Albanern systematisch und bewusst organisiert war. Die Luftschläge der NATO haben die Angriffe auf die kosovarische Zivilbevölkerung nicht verursacht, doch hat das Bombardement ein Umfeld geschaffen, das solch eine Operation durchführbar werden liess.“

„Ich habe dann um ein Gespräch im Verteidigungsministerium nachgesucht, das habe ich bekommen, das war im November, und dort hat man mir gesagt, es habe kein ‚Operationsplan Hufeisen‘ vorgelegen, sondern was man hatte, war eine Darstellung der Ereignisse, die im Kosovo abgelaufen sind, und diese Darstellung der Ereignisse konnte man aufgrund der OSZE-Berichte und anderer Berichte nachvollziehen. Aber es gab keinen ‚Operationsplan Hufeisen‘, so jedenfalls die Fachleute im Verteidigungsministerium.“

„Der Verteidigungsminister behauptete im Zusammenhang mit dem ‚Hufeisenplan‘ zweierlei: zum einen, es habe einen geheimen Plan der politischen und militärischen serbisch-jugoslawischen Führung zur vollständigen Vertreibung der albanischen Zivilbevölkerung aus dem Kosovo gegeben. Und zweitens sei dieser Plan bereits seit Januar 1999 systematisch ausgeführt worden. Zur ersten Behauptung lässt sich nur feststellen, dass das, was als Fakten dieses Plans vom Verteidigungsminister und seinem Haus präsentiert wurde, von jedem Stabsoffizier aufgrund der Geschehnisse vor Ort zusammengestellt werden konnte. Auch die wahrscheinlichen jugoslawischen Absichten konnten analytisch nachvollzogen werden. Das ganze Geheimnis des Plans ist nicht so sehr sein Inhalt, sondern seine Existenz, d. h. der Nachweis, dass die jugoslawische Führung einen solchen Plan bereits im November 1998 erarbeitete und damit auch zeigte, dass es ihr, während der Westen noch vertrauensvoll an eine friedliche Konfliktlösung glaubte und verhandelte, überhaupt nicht darauf ankam. Die Widersprüche in der Beweisführung des Verteidigungsministers sind jedoch so groß, dass man begründete Zweifel an der Existenz eines solchen Dokuments, das auch tatsächlich echt ist, haben muss.[…] Die zweite Behauptung Scharpings, die BRJ habe bereits im Januar begonnen, großangelegte, systematische Vertreibungen der albanischen Zivilbevölkerung durchzuführen, wird durch die Geschehnisse im Kosovo nicht belegt. […] Das Beispiel ‚Hufeisenplan‘ zeigt auf eindrucksvolle Weise, wie leicht es sein kann, erfolgreiche politische Kampagnen zur Rechtfertigung des politischen Handelns zu führen, wenn der Nährboden bereitet ist. […] Noch bemerkenswerter ist, dass seine Behauptungen bereitwillig und nahezu kritiklos übernommen wurden. Allerdings – seine innenpolitische Funktion erfüllte der ‚Hufeisenplan‘. Er schob die öffentliche Kritik an den NATO-Luftangriffen beiseite, er schuf für sie sogar eine zusätzliche Rechtfertigung, von der die Politiker noch gar nichts gewusst hatten, als sie die Entscheidung für den Krieg trafen. Es gibt einen Zusammenhang zwischen dem „Massaker von Racak“ und dem „Hufeisenplan“. Der Leiter der KVM, Walker, zündete mit seiner unbewiesenen Version von „Racak“ die Lunte zum Krieg gegen Jugoslawien. Scharping löschte mit dem „Hufeisenplan“ die Kritik an diesem Krieg. Beide Anschuldigungen wurden, obwohl doch eigentlich Zweifel angebracht waren, ungeprüft für wahr gehalten und konnten so ihren Zweck erfüllen.“

„Sieht man das Geschehen und auch die Aussagen von Scharping in der Gesamtschau, so muss man festhalten, dass er immer übertrieben hat, immer auch am Rande dessen war, was die Wahrheit ist, bis hin zu Falschaussagen, wenn wir den Hufeisenplan nehmen. Und ich glaube, es lässt sich damit erklären, dass er versucht hat, durch diese Übertreibungen und Überhöhungen sich selber unantastbar zu machen.“